# Gospodarstvo
Gospodarstvo je sestavljeno iz ekonomskega sistema neke države ali pokrajine, delovne sile, kapitala in zemeljskih virov ter gospodarskih subjektov, ki sodelujejo v družbeni proizvodnji, izmenjavi, distribuciji in porabi blaga in storitev na tem območju.